# Molobratia kanoi
Molobratia kanoi är en tvåvingeart som beskrevs av Hradsky 1980. Molobratia kanoi ingår i släktet Molobratia och familjen rovflugor. Inga underarter finns listade i Catalogue of Life.